# Astragalus alaschanensis
Astragalus alaschanensis är en ärtväxtart som beskrevs av Hiang Chian Fu. Astragalus alaschanensis ingår i släktet vedlar, och familjen ärtväxter. Inga underarter finns listade i Catalogue of Life.